# 空軍軍官学校
空軍軍官学校（くうぐんぐんかんがっこう、R.O.C. Air Force Academy）は、台湾高雄市岡山区に位置する、空軍士官を養成するための中華民国空軍の教育機関（空軍士官学校）。略称は空軍官校。

## 沿革
孫文率いる広州の中華民国護法軍政府は、軍閥を殲滅し中華統一を果たすべく、華僑の協力を得て、日本に中華革命党航空学校（1915年）、アメリカに美州航空学校（1916年）や図強飛行機公司（1919年）、カナダに中国強華飛行機学校（1919年）等の航空教育の環境が整った海外に華僑の飛行学校を建設していた。1921年、孫文は62項目からなる「国防計画」を策定、うち9項目に航空隊の刷新を盛り込み、「航空救国」の号令の下、自国での航空学校の建設を命じた。中華民国陸海軍大元帥大本営時代の1924年7月 （1924年1月とも）、前年度より飛機廠として利用されていた東山新河浦の革製品工場跡に広東軍事飛機学校（のち広東航空学校と改称、大沙頭飛行場に移転）を開設、校長はドイツ人軍事顧問の「グラン・ヤルタ」（格蘭雅爾台）であったが、間もなくソ連軍人の「李糜」（本名ダウィド・ウゲル）となり、ソ連式訓練が実施された。ただし、立地の狭い大沙頭飛行場では満足な訓練が出来ず、ソ連の第2航空学校などに留学せざるを得なかった。
現在の空軍軍官学校は1928年10月10日に南京の中央軍官学校に設置された航空隊を元とする。同隊は組織の発展に伴い「航空班」「軍政部航空学校」と改名を重ね、1932年9月1日に「中央航空学校」として杭州筧橋に開校、正式に空軍の士官学校となった。開校にあたり、蔣介石は招聘した元陸軍大佐ジョン・ジュエットらアメリカ顧問団に大幅な権限を付与させ、ランドルフ飛行学校をベースとしたアメリカ式教練を導入した。
まず、ジュエットらは新生パイロットの教育と並行して、玉石混淆だった既存パイロットの技術を確かめるべく航空学校と空軍部隊の飛行人員を対象に飛行試験と身体検査を実施した。その結果、全体のうち体格標準不適格者の40パーセントを含む75～85パーセントものパイロットが飛行技術が不合格となり、飛行資格を失ったという。不合格者の大半は排除されたが、残った者の一部は偵炸班に編入され、爆撃・偵察要員としての訓練を受けた。そして残りは高級班に編入され厳格な飛行技術の改良を受けた。そのため、初期の飛行教官の大部分は高級班の学生であった。ジュエットの厳格な基準に基づいて選定された11人の飛行教官は、劉超（東北航校）、高志航（東北航校）、李俊徳（航空班）、王天祥（航空班）、陳嘉尚（航空班）、陳棲霞（雲南航校1期）、胡家枚（米留学）、崔滄石（保定航校）、石友信（ソ連留学）、徐縉琠（日本留学）、王叔銘（広東航校1期、ソ連留学）であった。
しかしジュエットが剿共や反蔣系勢力の掃討に消極的だったことや、日米関係の問題から1934年12月に帰国。代わってシルヴィオ・スカロニ少将、ロベルト・ローディ准将ら150名からなるイタリア軍事顧問団を招聘し、イタリア式教練をベースとする洛陽分校を1936年に開校した。しかし、ジュエットとは対照的にスカロニらの審査基準は低く、再び中国空軍のパイロットは玉石混淆へと逆戻りしてしまった。こうした状況は、のちにクレア・リー・シェンノートからも痛烈に批判されている。
それでも、日中戦争勃発後には数多くのエースパイロットが生まれ、大戦全期に渡って日本陸海軍航空隊に対し善戦した。
1937年の杭州陥落に伴い、雲南省昆明、次いでインドのラホールに移転。なお1938年に現在の校名となる。一方筧橋の敷地は日本軍に接収され、731部隊の部隊員で臨時編成された「奈良部隊」の細菌戦拠点として利用された事もあった。
1938年4月、空軍の各学校の校長は蔣介石が兼任したため、新たに特設された教育長が校務を取り仕切った。
1943年2月、初級班の学生は全てラホールに移送され、それ以後の各期学生は昆明で短期の地面教育、インドで初級訓練、アメリカで中高級訓練を受けた。
戦後は再び筧橋に移転するも国共内戦の影響で遷台し、現在に至る。
2003年に大幅な教育改正がなされ、一般大学を手本としたカリキュラムが組まれた。2011年現在、教官41名、学生610名。

## アクセス
- 最寄駅：高雄メトロ南岡山駅

## 教育目標
- 軍人としての気風を作り上げ、武徳・武芸を陶冶し、国防を担うという責任と誇りを培う。
- 運用系統性における課程設計等、一般大学で求められるものと同様の基礎知識を習得させる。
- 計画的な「体適能」の訓練課程により、強靭な精神と肉体を生み、揺ぎ無い決心と気力を培う。
- 校内における規律の取れた団体生活を送ることで、部隊でのチームワークと誇りを培い、軍へのアイディンティティーと忠誠心、軍紀遵守を確立させる。

## 理念
一、提倡全人教育，培育術德兼修人才。
二、兼顧理論實務，奠定航空專業地位。
三、推展策略聯盟，落實終身學習管道。
四、符合部隊需求，培育優質建軍幹部。

## カリキュラム
本学での教育は、一般大学での理工科系教育に相当し、全学年4年間にて最低でも130個分の単位を修得する。一年生では教養基礎過程として理工クラスと社会クラスに分けられ、2年生に進級後、理工クラスの者は航空宇宙学科、航空電気学科、航空機械学科のいずれかに、社会クラスの者は航空管制学科に編入される。卒業する事で、工学士および管理学士の資格と空軍少尉の階級が授与される。
空中勤務体力検査に合格した学生は、卒業後、飛行訓練が実施される。
これに不適格となった生徒は、主に司令部での航空機械、通信電子、防空作戦担当などへ進むこととなり、空軍航空技術学校、陸軍砲兵飛弾学校に進学し分科教育を受ける。
合格した生徒は、基本航空理論課程、軍事課程といった専門教育および飛行訓練を97週間（一般大学出身者は105週間）にわたって受け、卒業後少尉任官となる。

## 組織

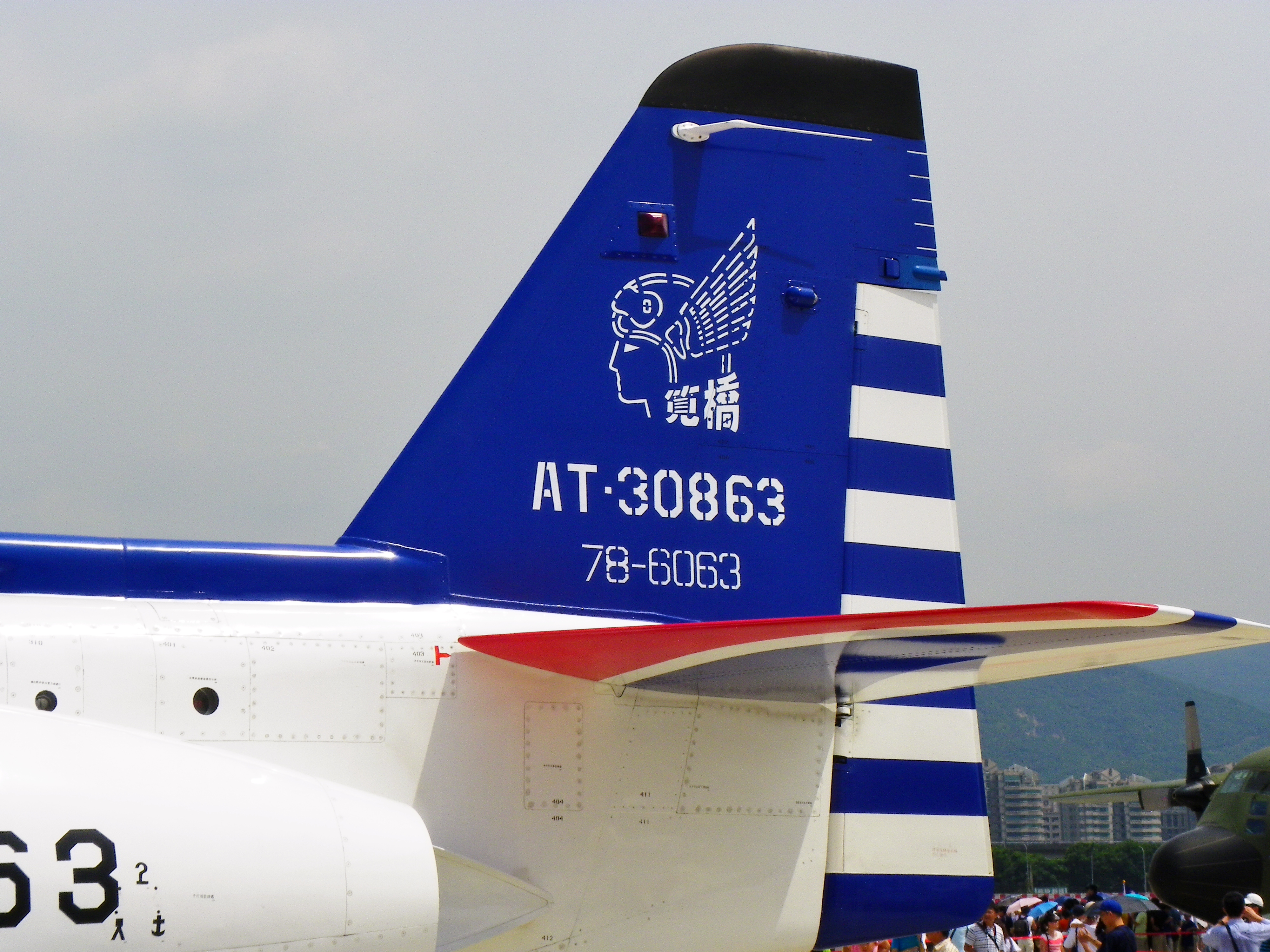
校章の付いたAT-3練習機

### 一般教学部
- 航空宇宙学科
- 航空電気学科
- 航空機械学科
- 航空管制学科

### 通識教育中心
- 数理組
- 外文組
- 社科組

## 歴史

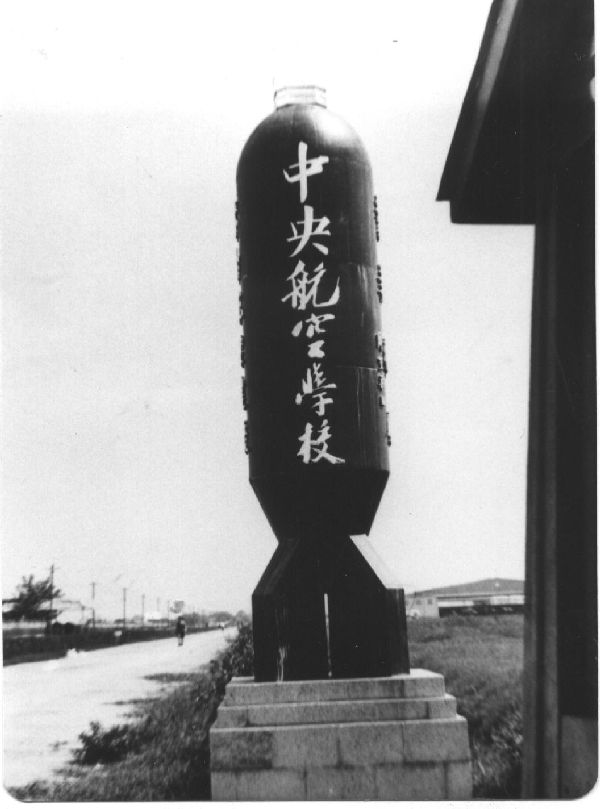
筧橋時代の校門

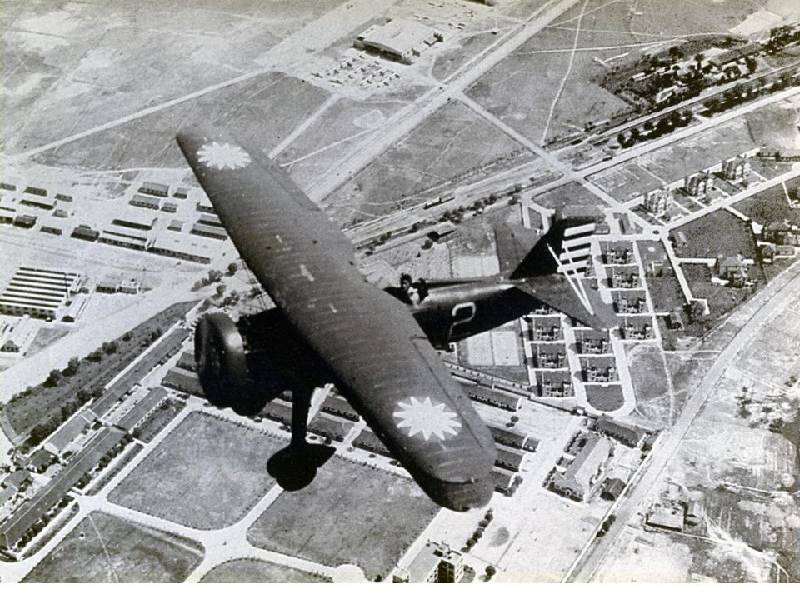
中央航空学校上空を飛ぶカーチス・ホークⅡ

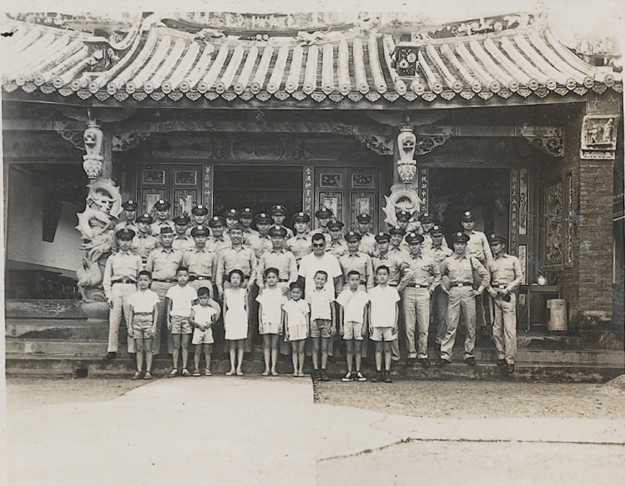
1950年ごろの軍官学校生徒

| 年     | 月日                                      | 事跡 |
| ------ | ----------------------------------------- | --- |
| 1928年 | 10月10日 11月                             | 南京中央陸軍軍官学校内に航空隊開設。隊長は張静愚、副隊長は厲汝燕 5期生、6期生および軍官団から有志70名を集うも立地上の問題から訓練休止                                                              |
| 1929年 | 1月1日 2月28日 5月 6月7日 7月2日 12月15日 | 軍官団営舎の一部を借用 正式開学。入学枠として甲、乙両班設置 速成観察班設置 航空隊、航空班と改称 復成橋前工業学校跡地に移駐 中原大戦激化に伴い班内に航空大隊編成。偵察など支援任務に赴く（〜翌4月） |
| 1930年 | 2月                                       | 在外華僑からの寄付によりDH.606機を導入 |
| 1931年 | 4月1日 7月1日                             | 航空班、中央軍校より独立し軍政部の管轄となる 軍政部航空学校と改名、学生の入学枠として飛行班・機械班設置                                                                                            |
| 1932年 | 8月31日 9月1日 10月1日                    | 「中央航空学校」と改称、杭州筧橋に移転 正式に開学。以後、この日を開校記念日とする 政治訓練処設置                                                                                                   |
| 1933年 |                                           | 米陸軍退役大佐ジョン・ジュエット（John H. Jouett）および技術者3名、 陸海軍の退役パイロット8名を招聘                                                                                                |
| 1934年 | 8月1日                                    | 南昌飛行場にて初級飛行教育開始 |
| 1935年 | 5月 6月                                   | 陸空連絡訓練班を創設洛陽分校が正式に開校 |
| 1936年 | 9月1日 12月                               | 広州航空学校を接収して広州分校を設立 「通信人員訓練班」を設置（のち独立し空軍航空技術学院となる）                                                                                                  |
| 1937年 | 8月〜9月                                  | 日中戦争の激化に伴い雲南省昆明の巫家壩飛行場（現昆明巫家壩国際空港、閉鎖）に移転。 7期生、8期生の一部を柳州に異動させ、現地の広西航校を中央航校柳州分校として併合                                  |
| 1937年 | 7月28日 9月 9月28日                       | 「空軍軍官学校」と改称 基地の保護のため学校管轄の特務営（大隊）を設置 日本海軍航空隊9機、巫家壩飛行場を襲撃。 学生戦闘機隊、3機を撃墜し1人の3等飛行兵を捕虜とする                                  |
| 1938年 | 3月1日                                    | 柳州分校を初級班、昆明の本学を高級班、偵察班及び駐伊寧の轟炸班を偵炸班に合併 班拠点は滇東高原の衡東県楊林鎮。                                                                                      |
| 1939年 | 3月1日                                    | 蒙自県に中級班設置。主任は李懐民中校。 |
| 1939年 | 12月1日                                   | 測候訓練班設立。訓練班班長は劉衍淮。 |
| 1940年 | 8月6日                                    | 奈良部隊、7月25日発令の「関作命丙第659号」を受け筧橋飛行場に到着。 2日後には1644部隊と731部隊からの総勢120名の隊員が集結。 以降浙江省での細菌戦に利用（9月18日〜10月7日）                          |
| 1942年 | 12月                                      | 初級班、インドのラホールに移転、臘河分校となる |
| 1943年 | 2月                                       | 初級班、インドで訓練開始 |
| 1944年 | 12月                                      | 偵炸班及び一部の組を除き全校インドに遷駐。 |
| 1945年 | 12月                                      | 日本降伏に伴い、杭州への帰還命令が下る（〜翌3月移転完了） |
| 1947年 | 3月                                       | 初級、中級班を合併、初級に統一。学生大隊設置 総務科を勤務処と改名 |
| 1948年 | 12月                                      | 国共内戦の影響により遷台、現地に落ち着く |
| 1960年 | 9月14日                                   | 空軍史蹟館開館 |
| 1962年 | 3月 7月1日                                | 副校長の官職を設置 修業年数を4年に改正 |
| 1989年 | 11月23日                                  | 戦術航法装置を設置 |
| 1995年 |                                           | 台湾空軍初の女性パイロット陳君宜卒業 |
| 2008年 | 6月                                       | 女性の入学枠を正式に設置 |

## 職階
- 校長      空軍少将（2006年、中将から変更）
- 副校長    空軍少将
- 教育長    空軍上校
- 政戦主任  空軍上校
- 飛行指揮部指揮官(副校長兼任)   空軍少将

## 歴代校長
| 歴代 | 任期                   | 校長姓名       | 出身                                                                    | 備考                   |
| ---- | ---------------------- | -------------- | ----------------------------------------------------------------------- | ---------------------- |
| 1    | 1928.10.10 - 1929.7.2  | 張静愚中将     | リヴァプール工学院                                                      |                        |
| 2    | 1929.7.2 - 1931.6.13   | 黄秉衡中将     | 煙台海軍小学                                                            |                        |
| 3    | 1931.6.13 - 1932.8.13  | 毛邦初少将     | 黄埔3期 広東航校2期 ソ連第2航空学校？                                   |                        |
| 4    | 1932.8.31 - 1934.4.12  | 蔣介石特級上将 |                                                                         |                        |
| 5    | 1934.4.12 - 1936.2.24  | 周至柔中将     | 保定8期                                                                 |                        |
| 6    | 1936.2.24 - 1936.8.1   | 陳慶雲上校     |                                                                         |                        |
| 7    | 1936.8.1 - 1937.5.6    | 黄光鋭上校     |                                                                         |                        |
| 8    | 1937.5.6 - 1938.4.1    | 陳慶雲上校     |                                                                         |                        |
| 9    | 1938.4.1 - 1947.10.1   | 蔣介石特級上将 |                                                                         |                        |
| 10   | 1947.10.1 - 1950.4.1   | 胡偉克上校     | 陸軍官校6期 中航1期                                                     |                        |
| 11   | 1950.4.1 - 1952.3.1    | 毛瀛初上校     | 中航2期 美參校22期                                                      |                        |
| 12   | 1952.3.1 - 1953.10.1   | 方朝俊上校     | 空軍官校3期                                                             |                        |
| 13   | 1953.10.1 - 1954.12.1  | 陳有維上校     | 空軍官校2期                                                             |                        |
| 14   | 1954.12.1 - 1955.9.1   | 楊紹廉上校     | 空軍官校4期                                                             |                        |
| 15   | 1955.9.1 - 1962.2.8    | 陳御風少将     | 空軍官校3期 米陸軍指揮幕僚大学                                          |                        |
| 16   | 1962.2.8 - 1964.5.16   | 李向陽少将     | 空軍官校3期 三軍聯大5期 聯戰班4期                                       |                        |
| 17   | 1964.5.16 - 1967.5.16  | 姜献祥中将     | 空軍官校3期 三軍聯大2期 國防研究院1期                                   |                        |
| 18   | 1967.5.16 - 1968.4.26  | 陳漢章少将     | 空軍官校3期 三軍聯大2期 國防研究院2期                                   |                        |
| 19   | 1968.4.26 - 1970.10.16 | 畢超峰少将     | 空軍官校6期 空參大3期 三軍聯大4期                                       |                        |
| 20   | 1970.10.16 - 1972.6.1  | 姚兆元少将     | 空軍官校10期 空參大3期 國防研究院9期                                    |                        |
| 21   | 1972.6.1 - 1975.8.1    | 張麟徳中将     | 空軍官校11期 空參大16期 圓山軍官團8期                                   |                        |
| 22   | 1975.8.1 - 1977.7.6    | 郭汝霖中将     | 空軍官校14期 空參大8期 空參大研7期                                      |                        |
| 23   | 1977.7.6 - 1979.8.11   | 趙子清中将     | 空軍官校13期 空參大8期 三軍聯大15期                                     |                        |
| 24   | 1979.8.11 - 1981.3.21  | 王徳輝中将     | 空軍官校17期 空參大19期 三軍聯大16期                                    |                        |
| 25   | 1981.3.21 - 1982.12.1  | 陽雲鋼中将     | 空軍官校22期 美陸軍航校 空參大30期                                      |                        |
| 26   | 1982.12.1 - 1985.2.1   | 羅化平中将     | 空軍官校22期 空參大23期 戰院68年班                                      |                        |
| 27   | 1985.2.1 - 1986.9.1    | 唐 飛中将      | 空軍官校32期 空參院60年班 戰院68年班                                    |                        |
| 28   | 1986.9.1 - 1989.4.1    | 袁行遠中将     | 空軍官校32期國防語文西文班 情報學校武官班                               |                        |
| 29   | 1989.4.1 - 1990.9.1    | 欒 勤中将      | 空軍官校34期 空參院62年班 戰院76年班                                    |                        |
| 30   | 1990.9.1 - 1994.1.1    | 夏瀛洲中将     | 空軍官校42期 空參院73年班 戰院71年班                                    |                        |
| 31   | 1994.1.1 - 1995.8.1    | 陳肇敏中将     | 空軍官校43期 空參院65年班 戰院74年班                                    |                        |
| 32   | 1995.8.1 - 1997.1.1    | 王文周中将     | 空軍官校46期 空參院60年班 美戰院函授79年班                              |                        |
| 33   | 1997.1.1 - 2000.2.1    | 陳盛文中将     | 空軍官校46期 戰院71年班 戰院兵研所73年班                                |                        |
| 34   | 2000.2.1 - 2002.4.30   | 任渝生中将     | 空軍官校50期 空參院71年班 戰院78年班                                    |                        |
| 35   | 2002.5.1 - 2003.4.30   | 厳 明中将      | 空軍官校52期 戰院77年班 戰院兵研所80年班                                |                        |
| 36   | 2003.5.1 - 2004.12.31  | 彭勝竹中将     | 空軍官校52期丙班 空參院73年班 美戰院函授82年班                          |                        |
| 37   | 2005.1.1 - 2006.7.31   | 雷玉其中将     | 空軍官校54期 空參院七二年班 戰院八三年班                                |                        |
| 代理 | 2006.8.1 - 2006.10.31  | 李天翼少将     | 空軍官校52期 空參院70年班 戰院77年班                                    | 少将に変更、副司令兼任 |
| 38   | 2006.11.1 - 2008.3.15  | 廖栄鑫少将     | 空軍官校59期 空參院81年班 戰院84年班                                    |                        |
| 39   | 2008.3.17 - 2009.5.31  | 唐斉中少将     | 空軍官校56期 空參院77年班 戰院78年班                                    |                        |
| 40   | 2009.6.1 - 2011.2.16   | 田在勱少将     | 空軍官校58期 空參院81年班 美空軍戰院85年班                              |                        |
| 41   | 2011.2.17 - 2013.2.28  | 柯文安少将     | 空軍官校60期 美空軍參謀大學83年班 美戰研所碩士89年班 美空軍戰院2000年班 |                        |
| 42   | 2013.3.1 - 2014.6.30   | 朱玉志少将     | 空軍官校61期 空參院80年班 戰院93年班                                    |                        |
| 43   | 2014.7.1 - 2015.6.18   | 張延廷少将     | 空軍官校63期                                                            |                        |
| 44   | 2015.6.18 - 2017.9.30  | 彭明陽少将     | 空軍官校64期                                                            |                        |
| 45   | 2017.10.2 - 現任       | 王天祐少将     |                                                                         |                        |

## キャンパス
- 3,610筆 / 計584.4971頃
- 面積139252.2m2
- 施設132棟（以上2002年データ）

キャンパス内には格納庫をはじめとした飛行訓練用施設のほか、プール、陸上競技場、テニスコートといった施設も完備されている。また、校門横には空軍の歴史資料館である空軍軍史館がある。
キャンパスの施設には名前の付いたものがあり、「仙逸樓」「中正堂」「志航樓」（黎明期のパイロット楊仙逸、蔣介石、日中戦争初期のエース高志航に因む）、生徒たちの営舎として「海文樓」「粋剛樓」「志開樓」「崇誨樓」（それぞれ日中戦争の英雄閻海文・周志開・劉粋剛・沈崇誨に因む）の4棟などがある。

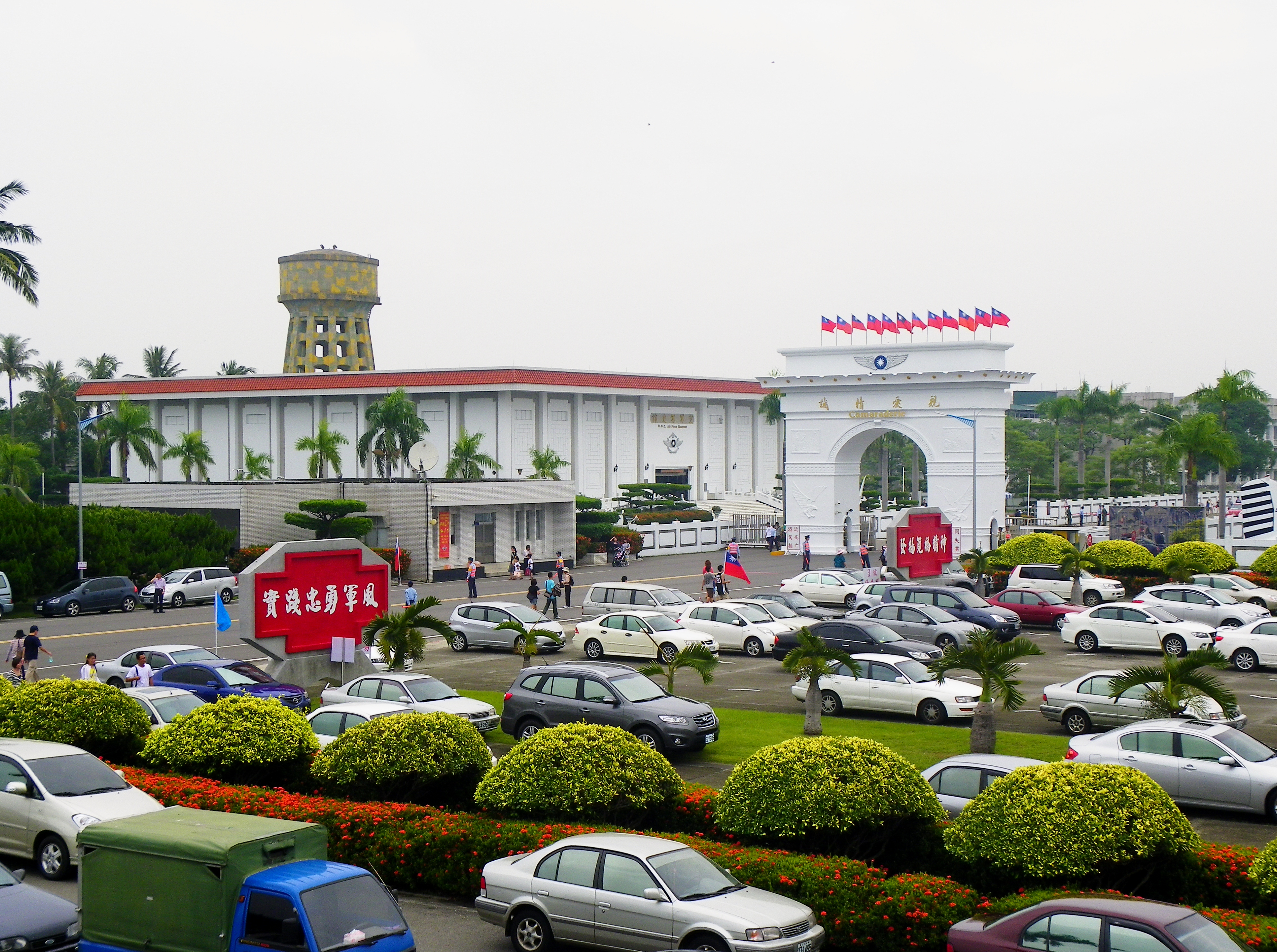
校門と空軍軍史館
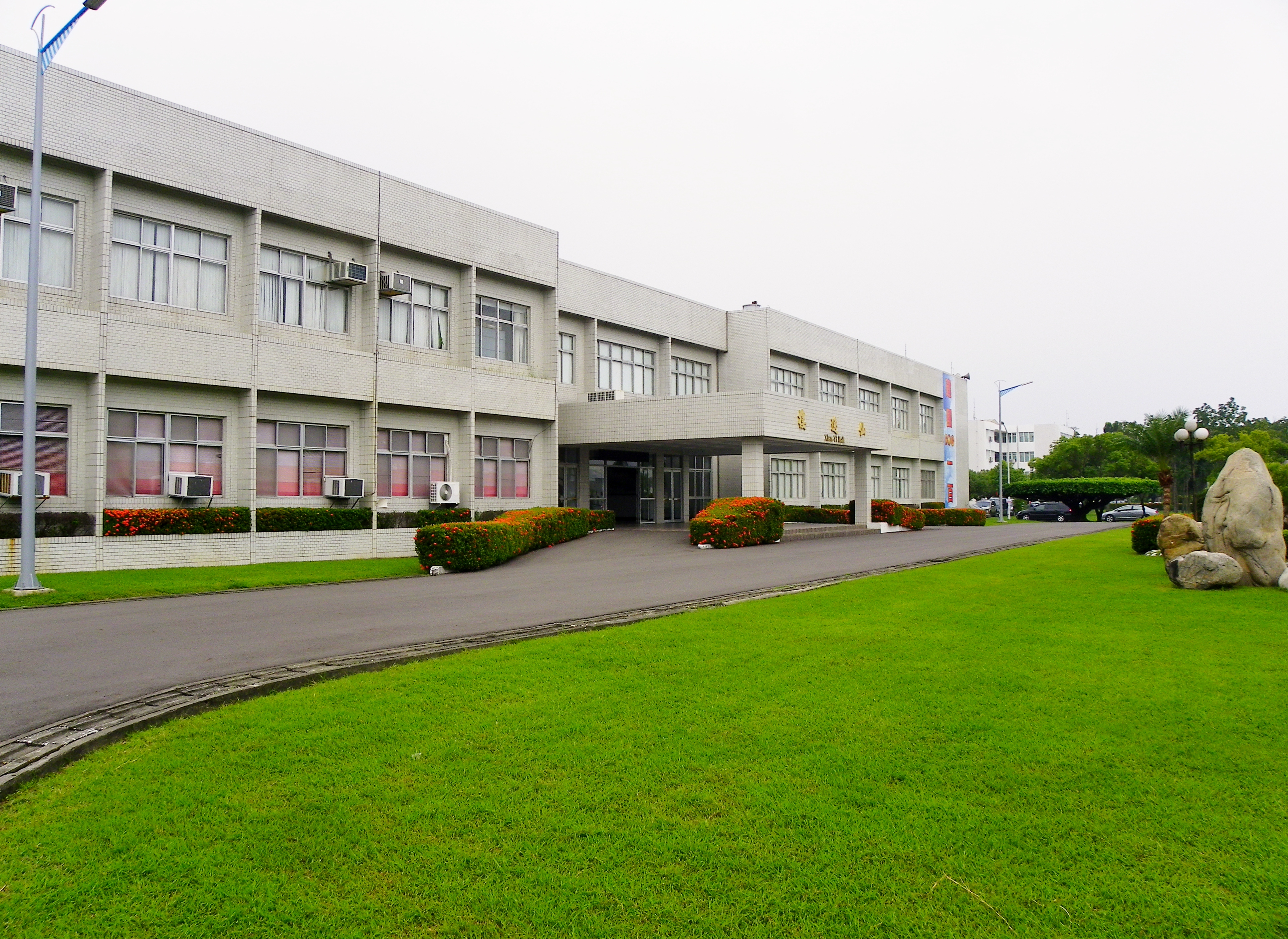
仙逸樓
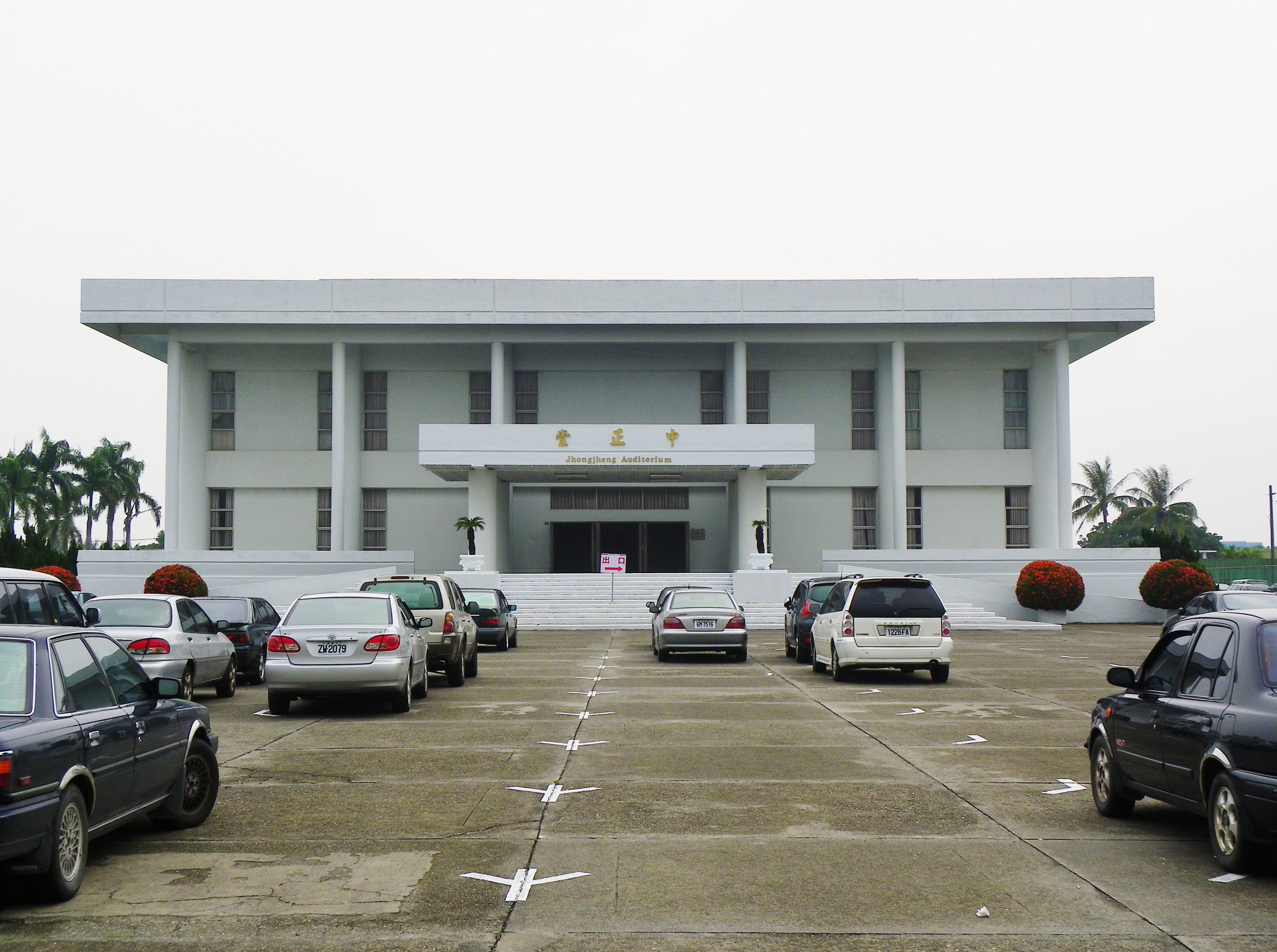
中正堂
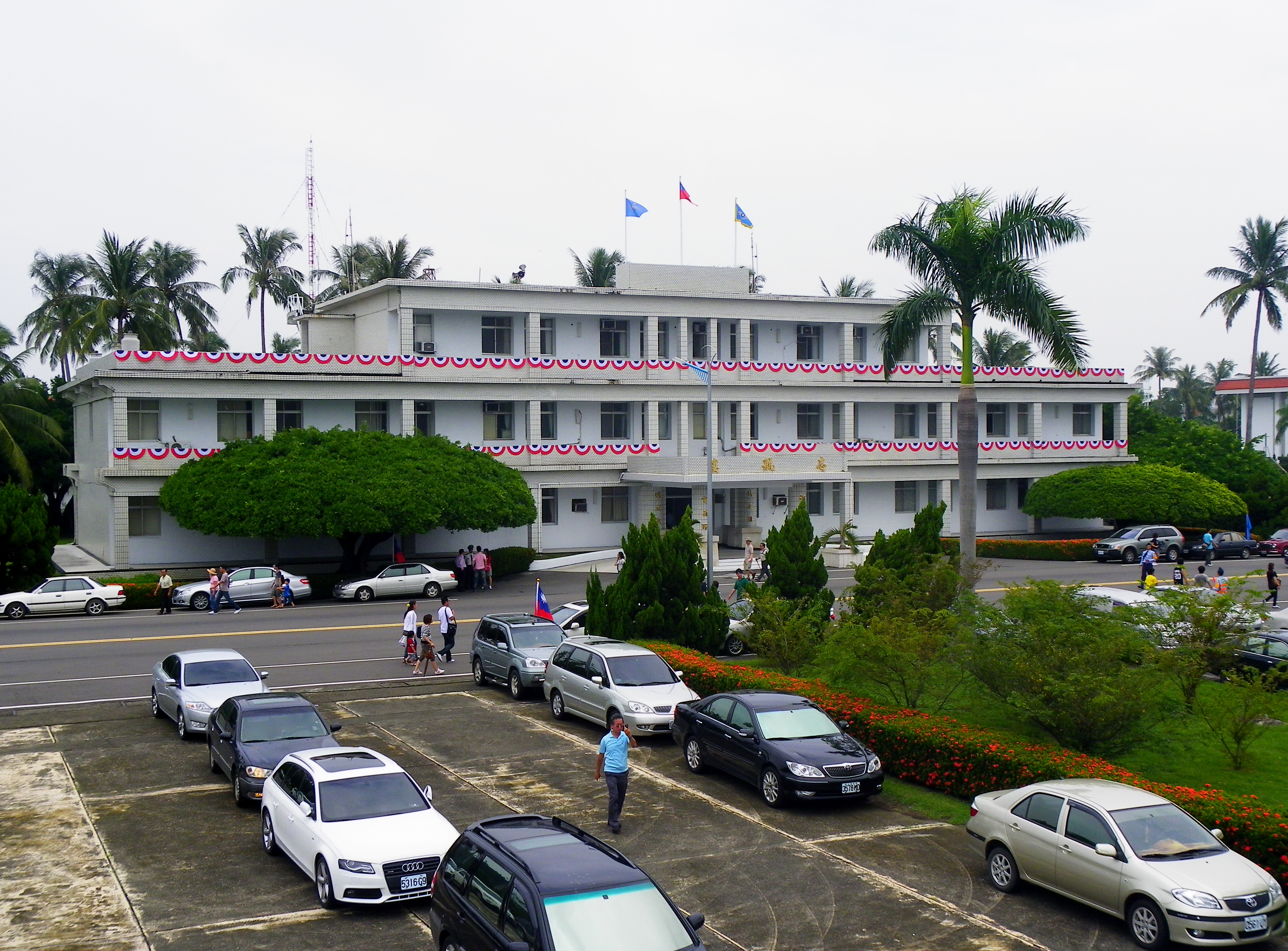
志航樓
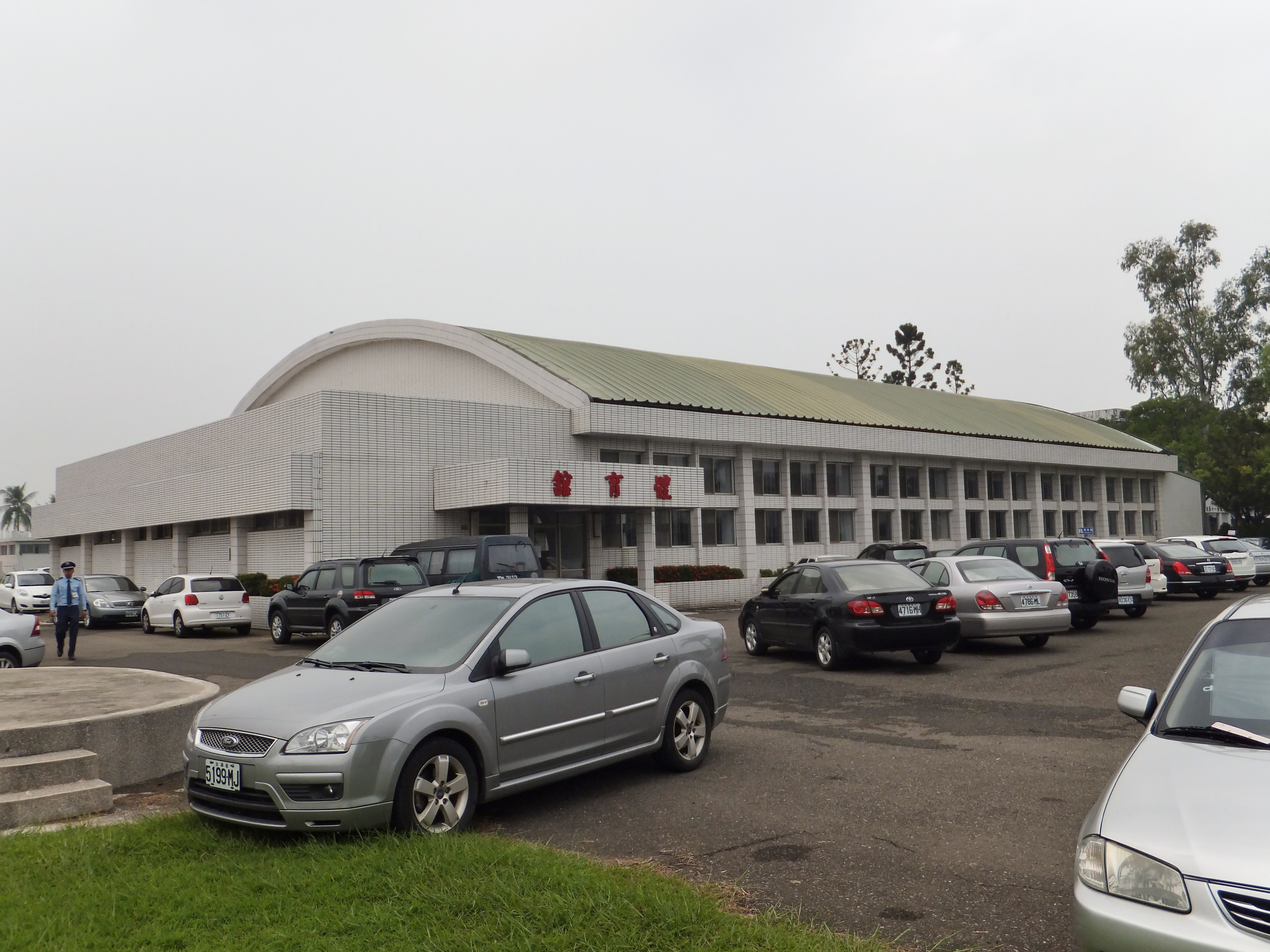
体育館
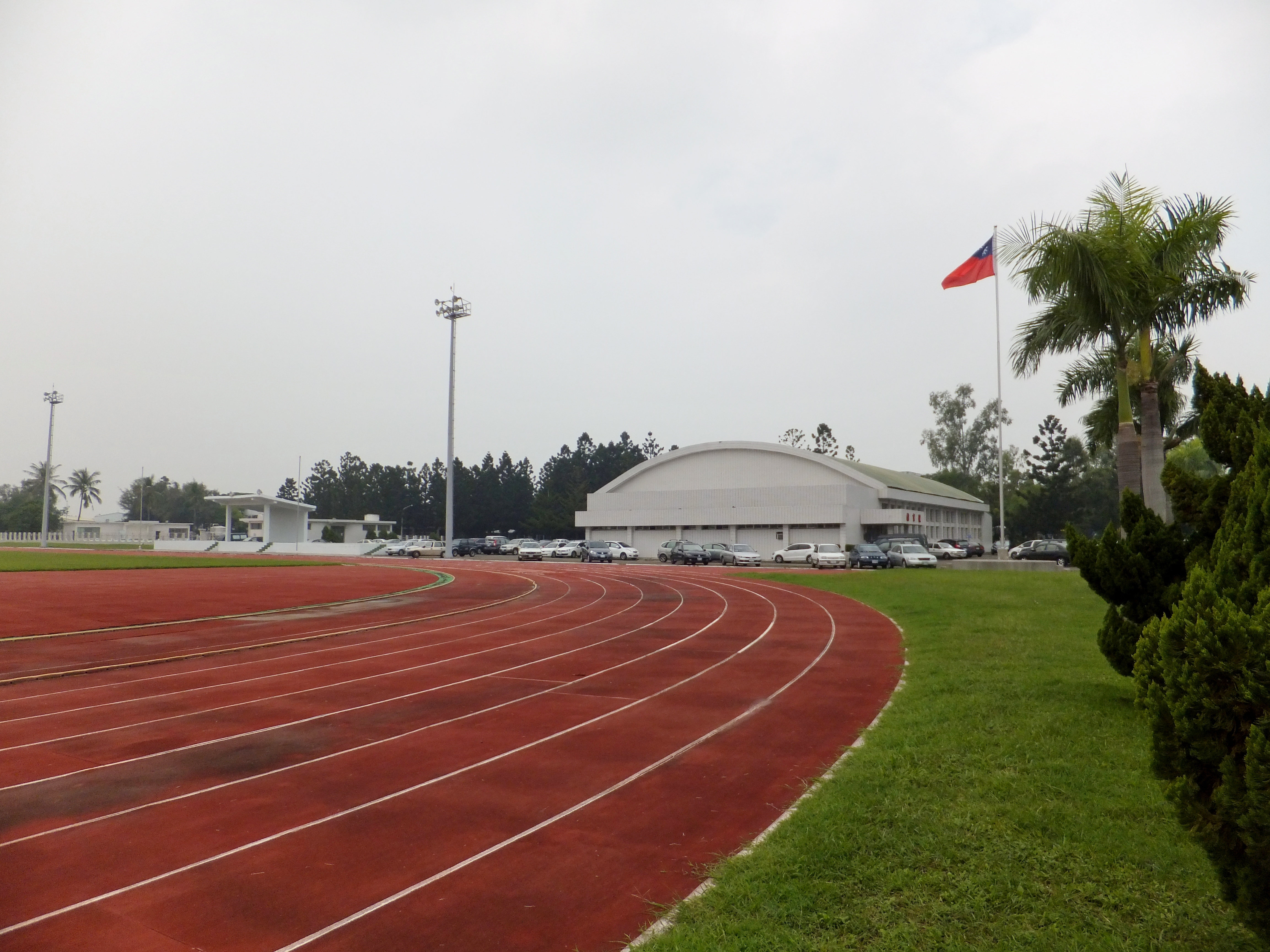
陸上競技場
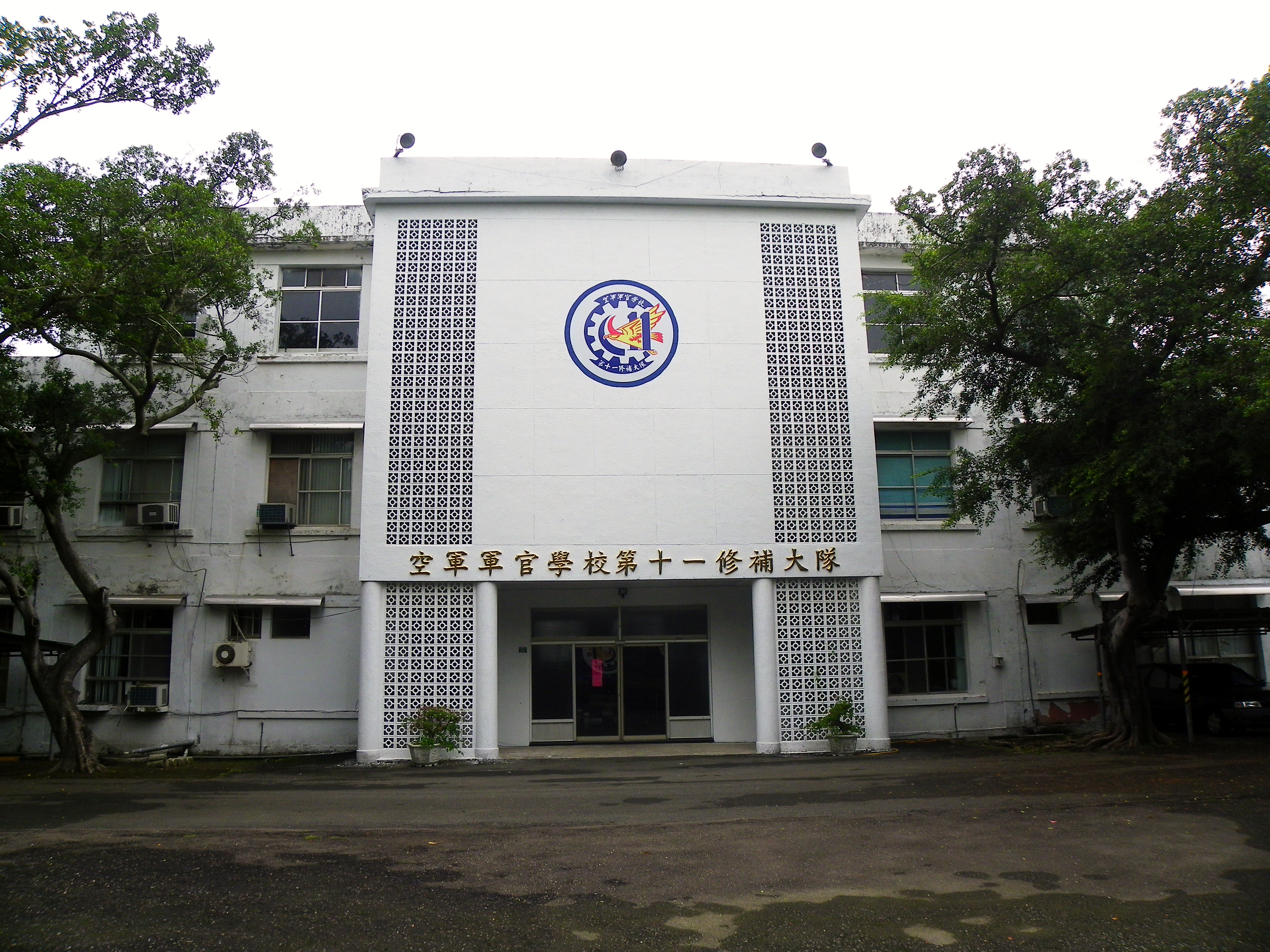
第十一修補大隊隊部
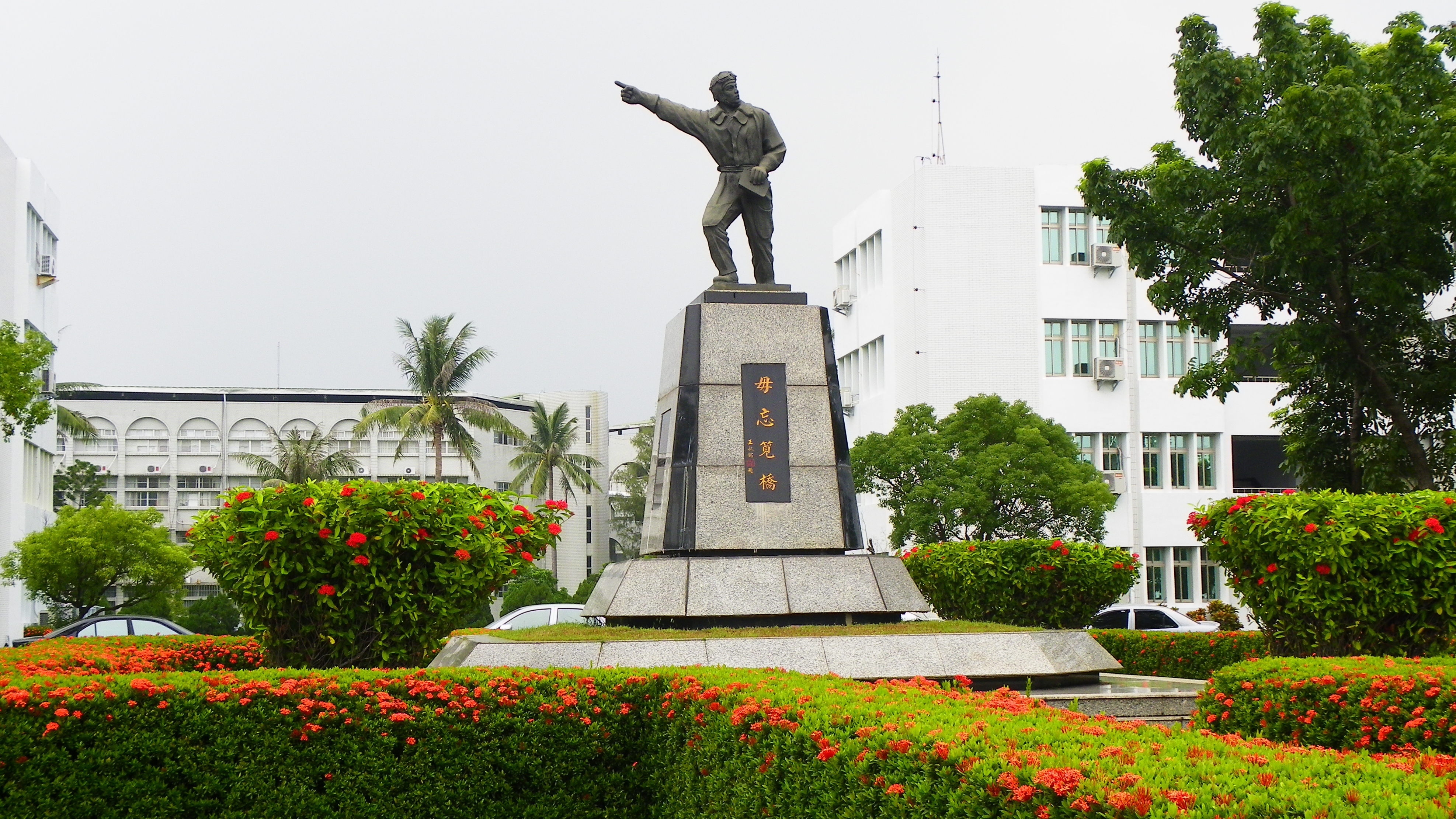
飛行士の像。「筧橋を忘れるな」の文字が刻まれている

## スポーツ・サークル・伝統
士官学校でありながらも、活発な生活方式を送ることは学生生活において不可欠であるとし、計20の學生社團（サークル）の設立を容認している。以下「体能性」「康楽性」「技芸性」の3種類に分類される。	
- 体能性
  - フェンシング社、剣道社、サッカー社、ソフトボール社、自転車社、ビリヤード社、バドミントン社、テニス社、バスケットボール社、バレーボール社、ゴルフ社
- 康楽性
  - 軽音楽社、吹奏楽社、美声社、熱舞社、競技ダンス社、愛心康輔社、ギター社、話劇社
- 技芸性
  - 軍武模型社、攝影社

## 主な出身者
戦死者は一階級特進後の階級を表記する。

### 中央航空学校

#### 1期
1929年3月1日入学、1931年3月19日卒業、97名。うち戦死・事故死21名
- 二級上将：劉国運・徐煥昇（中国語版）・陳嘉尚（中国語版）[22]、羅機・魏崇良（中国語版）
- 中将：胡偉克（中国語版）・章傑（中国語版）(戦死)・徐康良（中国語版）・呉順明・龔穎澄
- 少将：張之珍・趙国標
- 上校：陳金水（中国語版）
- 中校：丁炎（事故死）
- 少校：王天祥（中国語版）(戦死)、狄志揚（事故死）、兪錚（事故死）
- 上尉：趙廷珍
- 中尉：金恩済(事故死)、左紀彰（中国語版）

#### 2期
1932年9月1日入学、1934年2月1日卒業、航空班48名、偵察班30名。うち戦死・事故死18名
- 一級上将：頼名湯（中国語版）
- 二級上将：陳衣凡（中国語版）、陳有雄
- 中将：董明徳・毛瀛初（中国語版）
- 上校：王漢勲(戦死)
- 中校：周庭芳
- 少校：李桂丹(戦死)・劉粋剛(戦死)
- 上尉：田相国(戦死)

#### 3期
1933年9月1日入学、1934年12月30日卒業、61名。うち戦死・事故死27名
- 二級上将：羅英徳
- 中将：陳御風、王育根
- 少将：李学炎（中国語版）、楊仲安、陳漢章
- 上校：鄭少愚(戦死)
- 少校：楽以琴(戦死)、湯卜生(戦死)、佟彦博（中国語版）（事故死）
- 上尉：沈崇誨（中国語版）(戦死)、譚文（中国語版）(戦死)、呂基淳

#### 4期
（1933年3月1日入学、1935年6月1日卒業。55名、うち戦死・事故死26名）
- 中将：蔣紹禹（中国語版）
- 上校：陳盛馨(戦死)
- 少将：王曦、劉為城

#### 5期
（第1班：1934年9月1日入学、1936年1月20日卒業、第2班：1935年5月1日入学、1936年10月16日卒業、計158名、うち戦死・事故死55名）
- 中将：蔡名永（中国語版）・衣復恩（中国語版）
- 少将：張光明（中国語版）、呉超塵
- 少校：徐葆畇(戦死)
- 中尉：陳錫純(戦死)

#### 6期
（第1班：1935年5月1日入学、1936年(民國二十五年)10月16日卒業、1937年(民國二十六年)4月少尉任官。計104名。第2班：1935年5月1日入学、1937年(民國二十六年)5月1日卒業、計111名。うち戦死・事故死69名）
- 二級上将：司徒福（中国語版）
- 中将：蔣堅忍[25]、金安一
- 少将：柳哲生、劉景岐
- 上尉：梁添成(戦死)
- 中尉：閻海文（中国語版）(戦死)、龔業悌

### 空軍軍官学校

#### 7期
（1936年3月3日入学、1938年（民國二十七年）2月26日卒業、計153名。うち戦死・事故死38名）
- 中将：李礩
- 少将：徐華江・鄭松亭
- 中校：周志開(戦死)

#### 8期
（1936年9月1日入学、1938年（民國二十七年）12月1日卒業、計147名。うち戦死38名）
- 二級上将：烏鉞
- 少校：高又新、翁心翰（中国語版）
- 上尉：劉善本（中国語版）（人民解放軍空軍少将）

#### 9期
（1937年3月30日入学、1939年(民國二十八年)7月1日卒業、計168名。うち戦死・事故死38名）
- 少将：陳康（中国語版）
- 上校：王光復・譚鯤・陳鍾琇

#### 10期
（1938年（民國二十七年）1月1日入学、1940年（民國二十九年）3月10日卒業、125名、うち戦死・事故死34名）
- 少将：臧錫蘭・喬無遏

#### 11期
（1938年（民國二十七年）6月1日入学、1940年（民國二十九年）2月10日卒業、計81名。特班：1938年10月1日入学、1940年（民國二十九年）4月25日卒業、計108名。うち戦死・事故死22名）
- 少校：呉其軺（中国語版）
- 中尉：鄭海澄

#### 12期
（1939年（民國二十七年）7月13日入学、1941年（民國三十年）2月10日卒業、103名。特班：1939年9月1日入学、1942年（民國三十一年）3月1日卒業、105名、うち戦死・事故死42名）
- 中将：張汝誠、張麟徳（中国語版）
- 上尉：邢海帆（のち中共に転向）

#### 13期
（本校：1940年（民國二十九年）11月1日入学、1942年（民国三十二年）6月15日卒業、65名、うち戦死・事故死18名、特班：1940年2月1日入学、1942年12月30日卒業、83名）

#### 14期
（1940年（民國二十九年）2月1日入学、1942年（民国三十二年）9月10日卒業、70名、うち戦死・事故死28名）
- 二級上将：郭汝霖
- 上校：夏功権（中国語版）

#### 15期
（1941年（民國三十年）12月1日入学、1943年（民国三十二年）5月20日卒業、117名、うち戦死・事故死24名）
- 中尉？：兪揚和（中国語版）

#### 16期
（卒業120名、うち戦死・事故死24名）
- 中尉：竺培風（中国語版）（事故死）
- 少尉：金元英（事故死）

#### 18期
（1945年（民國三十四年）4月15日卒業、150名）
- 一級上将：陳燊齢（中国語版）
- 少将：冷培樹、張済英

23期
- 中将：唐積敏

#### 24期
- 少尉：金信

#### 26期
- 二級上将：華錫鈞（中国語版）、趙知遠

#### 28期
- 上校：陳懐生（中国語版）(戦死)

#### 29期
- 二級上将：林文礼
- 少校：王兆湘（中国語版）(事故死)

#### 32期
- 一級上将：唐飛
- 上校：欧陽漪棻（中国語版）

#### 40期
- 二級上将：黄顕栄（中国語版）

#### 43期
- 二級上将：夏瀛洲（中国語版）・陳肇敏（中国語版）

#### 44期
- 少校：蔡冠倫（中国語版）

#### 46期
- 一級上将：李天羽
- 二級上将：劉貴立[27]
- 中将：傅慰孤、蕭金沢[28]
- 少将：高巍和（中国語版）

#### 51期
1970年卒業
- 二級上将：沈国禎[29]

#### 52期
- 二級上将：厳明（中国語版）、彭勝竹

#### 54期
1973年卒業
- 二級上将：雷玉其
- 少将：伍克振（中国語版）(殉職)

#### 56期
1975年卒業
- 少将：唐斉中

#### 57期
1976年卒業
- 中校：林賢順（中国語版）(大陸に亡命、現在解放軍空軍大校)

#### 58期
1977年卒業
- 中将：葛広明、田在勱

#### 60期
1979年卒業
- 二級上将：呉万教（中国語版）、沈一鳴
- 少将：柯文安（中国語版）

#### 61期
- 少将：朱玉志

#### 63期
- 少将：張延廷（中国語版）

### 飛行専業軍官班

#### 3期
（1995年卒業）
- 中校：陳君宜（中国語版）

## 主な教員
初期の航空隊および航空班時代は、飛行訓練を担当する飛行教官の多くが北洋軍閥下で運営されていた南苑航空学校、東北航空学校、保定航空学校の出身者だった。教官には卒業生の中でも特に優秀な人物が選ばれた。日中戦争でエースとなった搭乗員の多くが教官としての経験をしている。
一方、政治教官にはCC系人材と黄埔系（藍衣系）人材いずれを登用するかでしばし抗争があったとされる。

### 航空班
- 主任：張静愚
- 副主任：厲汝燕
- 秘書：周鳴湘
- 飛行組組長：毛邦初
- 飛行教官：欧陽璋（南苑航校3期）、金世中（南苑航校1期）、李瑞彬（南苑航校4期）、丁普明（南苑航校4期）、張国棟（保定航校）、江紹栄（南苑航校3期）、劉光業（南苑航校4期）、晏玉琮（雲南航校1期）、張廷孟（広東航校2期、ソ連留学）、郝中和（南苑航校4期）、張画一（南苑航校2期）、陳歩洲（南苑航校2期）、李士怡（南苑航校2期）、石曼牛（南苑航校4期）、呉鴻祺（南苑航校4期）
- 学課組組長：銭昌祚
- 機械組組長兼工廠廠長：林福元
- 機械長：袁保光
- 医務科科長：陸世琅
- 学員隊隊長：王運堯
- 区隊長：葉祥憲、趙勲

### 中央航空学校
太字はジュエットの審査基準を突破した者。
- 曹文炳：教育処副処長兼飛行科長[31]
- 李瑞彬：管理科長[32]
- 劉超：飛行初級組長[33]
- 王星垣：飛行中級組長[34]
- 張遠北：駆逐組長[35]
- 石友信：轟炸組長[36]
- 陳嘉尚：偵察組長[37]
- 徐縉琠：飛行教官[38]
- 銭国勲：飛行教官[39]
- 王叔銘：飛行教官、1934年10月離職[40]
- 王天祥（中国語版）：飛行教官、1934年10月離職[41]
- 高志航：飛行教官、1934年10月離職[42]
- 邢剷非：飛行教官、1934年10月離職[43]
- 陳棲霞：飛行教官、1935年4月離職[44]
- 崔滄石：飛行教官、1935年4月離職[45]
- 金世中：教官、1935年6月離職[46]
- 石邦藩：保定航校1期、入伍生隊隊長（1933）
- 李桂丹：第2期、飛行教官、駆逐組組長
- 楽以琴：第3期、飛行教官
- 羅霞天：政治総教官、政治訓練処教官（1933）
- 張韶舞：政治総教官
- 楊亜峰：教官

## 関連施設
- 空軍軍史館
- 銀翼餐庁 - 台北市にあるレストラン。遷台までは空軍軍官学校の食堂であった[47]。